# Lobodontulus
Lobodontulus is een geslacht van kevers uit de familie van de loopkevers (Carabidae). De wetenschappelijke naam van het geslacht is voor het eerst geldig gepubliceerd in 1970 door Basilewsky.

## Soorten
Het geslacht Lobodontulus is monotypisch en omvat slechts de volgende soort:
- Lobodontulus mirei Basilewsky, 1970